# Handbol als Jocs Olímpics d'estiu de 1992 - Competició femenina
Als Jocs Olímpics d'Estiu de 1992 celebrats a la ciutat de Barcelona es disputà una competició d'handbol en categoria femenina, que juntament amb la competició en categoria masculina formà part del programa olímpic oficial de l'handbol.
La competició es va disputar entre el 30 de juliol i el 8 d'agost de 1992 al Palau d'Esports de Granollers, si bé els partits per les medalles es varen celebrar al Palau Sant Jordi (Barcelona).

## Comitès participants
Hi participaren un total de 113 jugadores d'handbol de 8 comitès nacionals diferents.
| - Alemanya - Àustria - Corea del Sud - Equip Unificat |  | - Espanya - Estats Units - Nigèria - Noruega |

## Resum de medalles
| Or | Argent | Bronze |
| Corea del SudCha Jae-Kyung · Han Hyun-Sook · Han Sun-Hee · Hong Jeong-Ho · Jang Ri-Ra · Kim Hwa-Sook · Lee Ho-Youn · Lee Mi-Young · Lim O-Kyeong · Min Hye-Sook · Moon Hyang-Ja · Nam Eun-Young · Oh Sung-Ok · Park Jeong-Lim · Park Kap-Sook | NoruegaHege Kirsti Frøseth · Tonje Sagstuen · Hanne Hogness · Heidi Sundal · Susann Goksør · Cathrine Svendsen · Mona Dahle · Siri Eftedal · Henriette Henriksen · Ingrid Steen · Karin Pettersen · Annette Skotvoll · Kristine Duvholt · Heidi Tjugum | Equip UnificatMaryna Bazhanova Svetlana Bogdanova Galina Borzenkova Natalya Deryugina Tatyana Dzhandzhgava Lyudmila Gudz Elina Guseva Tetyana Horb Larisa Kiselyova Natalya Morskova Galina Onoprienko Svetlana Pryakhina |

## Medaller
| Posició | País           | Or | Argent | Bronze | Total |
| 1       | Corea del Sud  | 1  | 0      | 0      | 1     |
| 2       | Noruega        | 0  | 1      | 0      | 1     |
| 3       | Equip Unificat | 0  | 0      | 1      | 1     |

## Detalls de la competició
Les tres grans dominadores de l'handbol femení als 70 i 80 van copar el podi del Mundial de 1990, però es van presentar als Jocs de Barcelona en plena metamorfosi, com tot el seu món socialista. Iugoslàvia ja no existia, l'URSS era submergida en aquest procés sota l'Equip Unificat i l'Alemanya Democràtica es presentava fusionada amb Alemanya Federal. Descartades les primeres, les principals favorites eren, malgrat tot, les altres dos, juntament amb Noruega, qui precisament havia acudit en substitució de les balcàniques. Corea del Sud va guanyar la medalla d'or a Seül, però la seva decebedora actuació en el Mundial, on novament foren les organitzadores, la deixaven fora de totes les travesses. De la resta de participants, únicament Àustria comptava amb possibilitats d'apropar-se a les medalles.
En començar la competició es va veure ràpidament com els dos grups eren força desnivellats. Mentre al Grup A l'Equip Unificat i Alemanya es classificaren per a semifinals sense despentinar-se, al Grup B l'emoció es va mantenir fins a la darrera jornada. Finalment foren Corea del Sud i Noruega les que lluitarien per les medalles, tot i que Austria va aconseguir empatar contra les asiàtiques i Espanya va fer un paper digne.
Pot ser l'Equip Unificat i Alemanya van ser víctimes de la feblesa del seu grup o tal volta les jerarquies estaven canviant al món de l'handbol. El cert és que totes dues van haver de jugar per la medalla de bronze en perdre les semifinals. Finalment, el tercer lloc fou per les ex-soviètiques. La final de Barcelona, per la seva banda, va tindre les mateixes protagonistes i el mateix desenllaç que la se Seül. L'handbol agosarat de Corea del Sud va tornar a ser recompensat i es proclamaren campiones olímpiques amb tota justícia. Gràcies a aquest segon triomf igualaven a la desapareguda URSS en medalles d'or olímpiques. Si bé encara eren lluny de la història de les potències d'Europa oriental, aquesta segona final consecutiva entre coreanes i noruegues marcava tota una transició en aquest esport.

## Resultats

### Primera ronda

#### Grup A
| Equip          | Pts | PJ | PG | PE | PP | GF | GC | DG  |
| -------------- | --- | -- | -- | -- | -- | -- | -- | --- |
| Equip Unificat | 6   | 3  | 3  | 0  | 0  | 77 | 58 | +19 |
| Alemanya       | 4   | 3  | 2  | 0  | 1  | 86 | 61 | +25 |
| Estats Units   | 2   | 3  | 1  | 0  | 2  | 57 | 76 | -19 |
| Nigèria        | 0   | 3  | 0  | 0  | 3  | 56 | 81 | -25 |

| 30 de juliol de 1992 10:00 |       |         |                              |
| Alemanya                   | 32-17 | Nigèria | Palau d'Esports (Granollers) |

| 30 de juliol de 1992 15:00 |       |              |                              |
| Equip Unificat             | 23-18 | Estats Units | Palau d'Esports (Granollers) |

| 1 d'agost de 1992 10:00 |       |                |                              |
| Nigèria                 | 18-26 | Equip Unificat | Palau d'Esports (Granollers) |

| 1 d'agost de 1992 15:00 |       |          |                              |
| Estats Units            | 16-32 | Alemanya | Palau d'Esports (Granollers) |

| 3 d'agost de 1992 10:00 |       |         |                              |
| Estats Units            | 23-21 | Nigèria | Palau d'Esports (Granollers) |

| 3 d'agost de 1992 16:30 |       |          |                              |
| Equip Unificat          | 28-22 | Alemanya | Palau d'Esports (Granollers) |

#### Grup B
| Equip         | Pts | PJ | PG | PE | PP | GF | GC | DG  |
| ------------- | --- | -- | -- | -- | -- | -- | -- | --- |
| Corea del Sud | 5   | 3  | 3  | 0  | 0  | 82 | 61 | +21 |
| Noruega       | 4   | 3  | 2  | 0  | 1  | 55 | 60 | -5  |
| Àustria       | 3   | 3  | 1  | 1  | 1  | 64 | 62 | +2  |
| Espanya       | 0   | 3  | 0  | 0  | 3  | 50 | 68 | -18 |

| 30 de juliol de 1992 11:30 |       |         |                              |
| Espanya                    | 16-20 | Àustria | Palau d'Esports (Granollers) |

| 30 de juliol de 1992 16:30 |       |               |                              |
| Noruega                    | 16-27 | Corea del Sud | Palau d'Esports (Granollers) |

| 1 d'agost de 1992 11:30 |       |         |                              |
| Espanya                 | 16-20 | Noruega | Palau d'Esports (Granollers) |

| 1 d'agost de 1992 16:30 |       |         |                              |
| Corea del Sud           | 27-27 | Àustria | Palau d'Esports (Granollers) |

| 3 d'agost de 1992 11:30 |       |         |                              |
| Noruega                 | 19-17 | Àustria | Palau d'Esports (Granollers) |

| 3 d'agost de 1992 15:00 |       |               |                              |
| Espanya                 | 18-28 | Corea del Sud | Palau d'Esports (Granollers) |

### Semifinals
| 6 d'agost de 1992 14:00 |       |         |                              |
| Equip Unificat          | 23-24 | Noruega | Palau d'Esports (Granollers) |

| 6 d'agost de 1992 16:00 |       |          |                              |
| Corea del Sud           | 26-25 | Alemanya | Palau d'Esports (Granollers) |

### Finals

#### Per la medalla d'or
| 8 d'agost de 1992 12:00 |       |               |                              |
| Noruega                 | 21-28 | Corea del Sud | Palau Sant Jordi (Barcelona) |

#### Per la medalla de bronze
| 8 d'agost de 1992 10:00 |       |          |                              |
| Equip Unificat          | 24-20 | Alemanya | Palau Sant Jordi (Barcelona) |

#### Per la cinquena plaça
| 7 d'agost de 1992 11:00 |       |         |                              |
| Estats Units            | 17-26 | Àustria | Palau d'Esports (Granollers) |

#### Per la setena plaça
| 7 d'agost de 1992 9:00 |       |         |                              |
| Espanya                | 26-17 | Nigèria | Palau d'Esports (Granollers) |

### Classificació final
| Equip | Equip          | Pts | PJ | PG | PE | PP | GF  | GC  | Dif |
| ----- | -------------- | --- | -- | -- | -- | -- | --- | --- | --- |
| 1     | Corea del Sud  | 9   | 5  | 4  | 1  | 0  | 136 | 107 | +29 |
| 2     | Noruega        | 6   | 5  | 3  | 0  | 1  | 100 | 111 | -11 |
| 3     | Equip Unificat | 8   | 5  | 4  | 0  | 1  | 124 | 102 | +22 |
| 4     | Alemanya       | 4   | 5  | 2  | 0  | 3  | 131 | 111 | +20 |
| 5     | Àustria        | 5   | 4  | 2  | 1  | 1  | 90  | 78  | +11 |
| 6     | Estats Units   | 2   | 4  | 1  | 0  | 3  | 74  | 102 | -28 |
| 7     | Espanya        | 2   | 4  | 1  | 0  | 3  | 76  | 85  | -9  |
| 8     | Nigèria        | 0   | 4  | 0  | 0  | 4  | 73  | 107 | -34 |